# سیارک ۹۲۳۳
سیارک ۹۲۳۳ (به انگلیسی: 9233 Itagijun، نامگذاری:1997CC1)۹۲۳۳مین سیارک کشف شده‌است که در ۰۱ فوریه ۱۹۹۷ کشف شد.